# جيني شيبلي
جنيفر ماري شيبلي (بالإنجليزية: Dame Jennifer Mary Shipley)‏، وتعرف باسم جيني شيبلي (بالإنجليزية: Jenny Shipley)‏ ـ (ولدت باسم جيني روبسون في 4 فبراير 1952) هي رئيسة وزراء نيوزيلندا.السادسة والثلاثون. شغلت منصبها في الفترة من 8 ديسمبر 1997 إلى 10 ديسمبر 1999، وهي أول امرأة تشغل هذا المنصب في تاريخ نيوزيلندا، والمرأة الوحيدة التي رأست الحزب الوطني في نيوزيلندا.
خلفت شيبلي في منصبها امرأة أخرى هي هيلين كلارك.

## روابط خارجية
- جيني شيبلي على موقع الموسوعة البريطانية (الإنجليزية)
- جيني شيبلي على موقع مونزينجر (الألمانية)
- جيني شيبلي على موقع إن إن دي بي (الإنجليزية)